# Senecio legionensis
Senecio legionensis là một loài thực vật có hoa trong họ Cúc. Loài này được Lange miêu tả khoa học đầu tiên năm 1861.